# Leon Russom
Leon Russom, född 6 december 1941 i Arkansas, USA är en amerikansk emmy-nominerad skådespelare.

## Biografi
Russom har medverkat i flera tv-program, särskilt såpoperor. Han spelade amiral Toddman i Star Trek: Deep Space Nine och Chef Bill i Star Trek VI – The Undiscovered Country.  Bland andra TV-serier han medverkat i till exempel På heder och samvete, Prison Break, och Cold Case.

## Teater

### Roller
| År   | Roll                                                     | Produktion                                            | Regi         | Teater                                |
| ---- | -------------------------------------------------------- | ----------------------------------------------------- | ------------ | ------------------------------------- |
| 1967 | Marat (Understudy)                                       | The Promise Aleksej Arbuzov                           | Frank Hauser | Henry Miller's Theatre, New York, USA |
| 1981 | Lawrence McClain (Understudy) Mark Harrison (Understudy) | A Talent for Murder Jerome Chodorov och Norman Panama | Paul Aaron   | Biltmore Theatre, New York, USA       |